# Gary Brooker
Gary Brooker MBE, född 29 maj 1945 i Hackney i London, död 19 februari 2022 i London, var en brittisk sångare, låtskrivare och pianist i rockgruppen Procol Harum, som han också grundade. Tidigare var han medlem i Procol Harums föregångare ”Paramounts”. Som soloartist har han bland annat givit ut skivorna No More Fear of Flying (1979), Lead Me to the Water (1982) och Echoes in the Night (1985).
Brooker avled i sviterna av cancer.

## Diskografi

### Solo
Studioalbum
- 1979 – No More Fear of Flying
- 1982 – Lead Me to the Water
- 1985 – Echoes in the Night

Livealbum
- 1996 – Within Our House

Singlar
- 1979 – "Savannah"
- 1979 – "Say It Ain't So Joe"
- 1979 – "No More Fear of Flying"
- 1980 – "Leave The Candle"
- 1982 – "Cycle (Let It Flow)"
- 1982 – "Low Flying Birds"
- 1982 – "The Angler"
- 1984 – "The Long Goodbye"
- 1985 – "Two Fools in Love"

### Som bidragande musiker
- 1970 – All Things Must Pass (George Harrison) – piano
- 1978 – Juppanese (Mickey Jupp) – orgel, musikproducent (Sida 2)
- 1981 – Another Ticket (Eric Clapton) – på "Catch Me If You Can"
- 1985 – Stereotomy (Alan Parsons Project) – sologitarr och sång på "Limelight"
- 1996 – Evita - sångare i låten "Rainbow tour"
- 1999 – Driver's Eyes (Ian McDonald) – på "Let There Be Light"
- 2003 – Concert for George (hyllningskonsert för George Harrison)
- 2005 – Aerial (Kate Bush) – orgel, sång